# مرتل گروو (کارولینای شمالی)
مرتل گروو (به انگلیسی: Myrtle Grove) شهری در ایالت کارولینای شمالی کشور ایالات متحده آمریکا است که جمعیت آن در سرشماری سال ۲۰۱۰ میلادی، ۸٬۸۷۵ نفر بوده‌است.